# Helsinki Open 2020
Die Helsinki Open 2020 fanden vom 10. bis zum 11. Oktober 2020 in Helsinki statt. Es war die 13. Austragung dieser internationalen Meisterschaften von Finnland im Badminton.

## Sieger und Platzierte
| Disziplin    | Gold                             | Silber                          | Bronze                        |
| ------------ | -------------------------------- | ------------------------------- | ----------------------------- |
| Herreneinzel | Iikka Heino                      | Joakim Oldorff                  | Joonas Korhonen               |
| Herreneinzel | Iikka Heino                      | Joakim Oldorff                  | Valtteri Nieminen             |
| Dameneinzel  | Nella Nyqvist                    | Julia Salonen                   | Heini Ihalainen               |
| Dameneinzel  | Nella Nyqvist                    | Julia Salonen                   | Pegah Valijani                |
| Herrendoppel | Anton Kaisti Anton Monnberg      | Juha Honkanen Jesper Paul       | Toni Alho Matias Viljakainen  |
| Herrendoppel | Anton Kaisti Anton Monnberg      | Juha Honkanen Jesper Paul       | Miika Lahtinen Jere Övermark  |
| Damendoppel  | Mathilda Lindholm Jenny Nyström  | Sarah Asfar Nella Nyqvist       | Tuuli Härkönen Elina Niiranen |
| Damendoppel  | Mathilda Lindholm Jenny Nyström  | Sarah Asfar Nella Nyqvist       | Emilia Ojala Marikki Pitkänen |
| Mixed        | Anton Kaisti Inalotta Suutarinen | Julius von Pfaler Jenny Nyström | Ville Lång Mathilda Lindholm  |
| Mixed        | Anton Kaisti Inalotta Suutarinen | Julius von Pfaler Jenny Nyström | Jere Övermark Elina Niiranen  |